# 타이포이드 메리
타이포이드 메리(영어: Typhoid Mary)는 마블 코믹스의 슈퍼빌런 캐릭터이다. 블러디 메리(Bloody Mary) 또는 뮤턴트 제로(Mutant Zero)라는 이름으로도 불리며, 본명은 메리 워커(Mary Walker)다. 주로 데어데블의 악당으로 등장하는 마인드 컨트롤 초능력자이자 이중인격자이기도 하다. 1988년 《데어데블》 254호에서 처음 등장했으며, 앤 노첸티와 존 로미타 주니어가 공동창작했다.
이름은 메리 맬런의 유명한 별명에서 따온 것이다.

## 담당 배우

### 영화
- 엘렉트라(2005) - 나타시아 말테

### TV 드라마
- 아이언 피스트(2018) - 앨리스 이브

## 담당 성우

### TV 애니메이션
- 어벤져스 어셈블(2013) - 타라 스트롱